# Municipio de Sturgeon Lake
El municipio de Sturgeon Lake (en inglés: Sturgeon Lake Township) es un municipio ubicado en el condado de Pine en el estado estadounidense de Minnesota. En el año 2010 tenía una población de 508 habitantes y una densidad poblacional de 6,1 personas por km².

## Geografía
El municipio de Sturgeon Lake se encuentra ubicado en las coordenadas 46°22′48″N 92°53′26″O / 46.38000, -92.89056. Según la Oficina del Censo de los Estados Unidos, el municipio tiene una superficie total de 83.31 km², de la cual 83,13 km² corresponden a tierra firme y (0,21 %) 0,18 km² es agua.

## Demografía
Según el censo de 2010, había 508 personas residiendo en el municipio de Sturgeon Lake. La densidad de población era de 6,1 hab./km². De los 508 habitantes, el municipio de Sturgeon Lake estaba compuesto por el 87,01 % blancos, el 9,25 % eran afroamericanos, el 1,77 % eran amerindios, el 0,79 % eran asiáticos y el 1,18 % eran de una mezcla de razas. Del total de la población el 2,17 % eran hispanos o latinos de cualquier raza.